# 世界桥牌锦标赛
世界桥牌锦标赛（英語：World Bridge Championships）又称“世界桥牌综合锦标赛”，包括一系列国际桥牌联合会主办的锦标赛（罗森布卢姆杯、麦考尼尔杯等）。

## 历届举办城市
- 1962年 法国戛纳
- 1966年 荷兰阿姆斯特丹
- 1970年 瑞典斯德哥尔摩
- 1974年 西班牙拉斯帕尔马斯
- 1978年 美国新奥爾良
- 1982年 法国比亚里茨
- 1986年 美国迈阿密海滩
- 1990年 瑞士日内瓦
- 1994年 美国阿尔伯克基
- 1998年 法国里尔
- 2002年 加拿大蒙特利尔
- 2006年 意大利维罗纳
- 2010年 美国费城